# Petit Jean (Disney)
Petit Jean est un personnage de fiction apparu pour la première fois dans le film Robin des Bois (1973). Il est apparu régulièrement dans Disney's tous en boîte. Le personnage est inspiré de son homonyme dans la légende du même nom.

## Description
Depuis toujours, Petit Jean assiste Robin des Bois dans sa lutte contre la tyrannie du prince. Après le retour du roi Richard, il assistera au mariage de Robin et Marianne, et les conduira en voyage de noces.

## Interprètes
- Voix originale : Phil Harris
- Voix allemande : Edgar Ott
- Voix brésilienne : Orlando Drummond
- Voix danoise : Morten Grunwald
- Voix finnoise : Reino Bäckman
- Voix française : Claude Bertrand
- Voix italienne : Pino Locchi (voix parlée), Tony De Falco (voix chantée)
- Voix japonaise : Daisuke Gōri (voix parlée), Kei Yoshimizu (voix chantée)
- Voix polonaise : Jan Prochyra
- Voix suédoise : Beppe Wolgers

## Chansons interprétées par Petit Jean
- Messire le roi de mauvais aloi (The Phony King of England)